# فضيحة تهريب الأسلحة الأرجنتينية
فضيحة تهريب الأسلحة الأرجنتينية اشتملت على شحنات أسلحة غير مشروعة تتكون من 6.500 طن من الأسلحة والذخيرة من الأرجنتين إلى كرواتيا والإكوادور بين 1991-1995. في وقت الشحنات كانت كرواتيا تخضع لحظر أسلحة من قبل الأمم المتحدة، كما مُنعت الأرجنتين من بيع أسلحة إلى الإكوادور بموجب شروط اتفاقية السلام الموقعة في عام 1942.

## التاريخ
تم بيع الأسلحة إلى الإكوادور في خضم نزاع مسلح مع بيرو. كانت الفضيحة مهمة للغاية في الأرجنتين لأنهم كانوا من بين الضامنين الرسميين الأربعة للسلام في معاهدة ريو دي جانيرو، التي انتهكت التزاماتها الدولية بموجب القانون. كما أضر بالعلاقات مع الحليف القديم بيرو، والتي بلغت ذروتها خلال حرب فوكلاند عام 1982 عندما أرسلت بيرو أسلحة وطائرات مقاتلة وجنودًا لمساعدة الأرجنتين ضد بريطانيا العظمى.
بدأت عمليات الشحن إلى كرواتيا في عام 1991 عندما وقع الرئيس منعم مرسومين سريين صادق عليهما عدد من الوزراء. واستمر ذلك من عام 1993 حتى عام 1995 عندما وضع منعم توقيعه على مرسوم سري ثالث لنفس الغرض.
وفقًا لهذين المرسومين كانت الأسلحة موجهة في الأصل إلى بنما، وبعد المرسوم الثالث في عام 1995 إلى فنزويلا. لم يكن أي من هذه الدول قد طلب أسلحة من الأرجنتين من قبل، في ذلك الوقت كانت بنما تفتقر أيضًا إلى الجيش المناسب بعد غزو الولايات المتحدة لبنما عام 1989. تم تحويل معظم الأسلحة إلى كرواتيا التي كانت في خضم الحرب مع يوغوسلافيا، وشُحن الباقي إلى الإكوادور في عام 1995.
تشير التقديرات إلى تهريب ما مجموعه 6500 طن من الأسلحة والذخائر المهربة. تمت إزالة بعض الأرقام التسلسلية للجيش والشارات الأرجنتينية من بعض الأسلحة في المصنع العسكري في ريو ترسيرو قبل شحنها. تم تدمير هذا المصنع لاحقًا في عملية تخريبية تهدف إلى إزالة الأدلة، أدى التخريب الناتج إلى تدمير جزء كبير من المدينة، مما تسبب في سقوط العديد من القتلى. معظم الشهود في المحاكمة التي تلت ذلك على الانفجار ماتوا منذ ذلك الحين في حوادث غريبة.

## الاعتقالات
اعتراف المراقب السابق لشركة فابريكاسيونيس لويس سارلينجا الذي دفع القاضي الفيدرالي خورخي أورسو إلى إصدار أمر بالإقامة الجبرية على كارلوس منعم في يونيو 2001. بعد ستة أشهر أصدرت المحكمة العليا حكمًا مثيرًا للجدل بالبراءة حيث تم الإفراج عن الرئيس السابق.
في عام 2007 حوكم منعم مرة أخرى من قبل القاضي الجنائي الاقتصادي رافائيل كابوتو. مُنع منعم من مغادرة البلاد وصدر أمر قضائي بالاستيلاء على ممتلكاته. على الرغم من ذلك فإن الرئيس السابق محمي بامتيازات تشريعية تتعلق بوضعه كعضو في مجلس الشيوخ من مقاطعة لاريوخا. كما تورط في هذه المحاكمة وزير الاقتصاد السابق دومينغو كافالو ووزير الدفاع السابق أوسكار كاميليون والعميد السابق بالقوات الجوية خوان باوليك.